# Західна Чжоу
Західна (Рання) Чжоу (кит.: 西周) — царська династія в Китаї в 1046—771 до н. е., період Західної Чжоу виділяють як початковий період епохи Чжоу. Період охоплює правління 12-и ванів протягом близька 276 років.

## Загальний огляд
Династія Чжоу виникла в результаті завоювання держави Шан чжоуськими племенами. Завойовники прийшли з басейну річки Вей. Основу держави заклали Вень-ван та його сини, У-ван та Чжоу-ґун. У-ван очолив знищення попередньої династії, а Чжоу-ґун, відповідно традиції, розбудував політичну систему майбутньої країни.
Державу Чжоу було консолідовано шляхом наданням земель та повноважень членам правлячого роду, а також їх спільникам — згідно із ієрархією, яку іноді порівнюють із феодальною ієрархією Європи пізніших часів. За класичними джерелами, ієрархія складалася із шісти ступенів: ван (цар), ґун (князь/герцог), хоу (барон), бо (граф/ерл), цзи, нань (віконти). Через відсутність паралелизму між західними ієрархічними системами титулування та Чжоу ці титули часто залишають без перекладу. Територія, яку займали землі Чжоу, була порівняно велика, але міру її централізації ще не з'ясовано остаточно. Так, археологічні доследження довели, що аристократи Західної Чжоу ретельно достримувалися системи, яка розрізнювала їх статус згідно кількості ритуальних сосудів у храмах предків (так звана система лє дін 列鼎). Але існує припущення, що централізація була саме ритуальною, а не політичною та економічною. Місцеві аристократи були забов'язані регулярно відвідувати вана — або приймати його у себе, при певній економічній незалежності кожної сторони. Через це Чжоу часом також розглядають не як єдину державу, а як сукупність кількох держав об'єднаних під гегемонією верховного правителя-вана.
Разом з тим царська влада не набула деспотичного характеру. Вона обмежувалася радою сановників. В екстрених випадках (наприклад, для вирішення питання про успадкування влади) скликалися зібрання представників вищої титулованої чжоуської аристократії — чжухоу («численні хоу»). Ванові були підпорядковані так звані «три старці» (сань ґун Three Ducal Ministers), тобто три керівники головних управлінь у державі: фінансового, військового та суспільних робіт (головним чином функціонування зрошувальної системи). Поступово число управлінь зростає, створюється особливе управління царського палацу та скарбниці, судове відомство, відомство культу царських предків. Досліди ступеню інституалізації відповідних управлінь далекі до завершення.
Послаблення династії починається за правління Лі-вана. Остаточний занепад пов'язують з легендарною наложницею імператора Ю-вана — Бао Сі. Під тиском близького до чжоусців племені цюаньжунів близько 770 року до н. е. територія чжоуської держави різко скоротилася, правитель Пин-ван переніс столицю держави в 770 р. до н. е. на схід, в район сучасного Лояна, і цей період одержав назву — «Східна Чжоу».

## Економіка, культура, релігія
Китай епохи «Західна Чжоу» був порівняно розвитим суспільством. Процвітало сільське господарство та торгівля, були удосконалені землеробські знаряддя праці, з'явилася безліч сільськогосподарських культур. Пам'ятники мистецтва Чжоу належать до найвищих досягнень людства за часів бронзової доби. Існують свідоцтва про наявність розвиненої політичної ідеології, астрономічних знань, філософської думки та багатої музичної культури. Ведіння регулярної хроніки подій зафіксоване з 841 року до н. е., Гунхе, який з'являється у Сима Цяня (ум. 90 до н. е.) як найраніша дата у хронологічному викладені подій епохи Чжоу.
Державною релігією Чжоу був культ предків та природних сил на чолі із Небом. Вважалося, що ван отримував владу (а разом з нею і право видавати закони) від самого Неба, яке спосилало його родині «повеління (мандат) на царювання», а кожній людині — «мандат на життя» (Тянь мін). Таким чином, ван носив також титул «Син Неба» — як особа, на якій лежить відповідальність за зв'язок між світом людей та космосом. Важливим інструментом цієї системи була нібесна сила де 德, яку ван отримував від Неба через заслуги предків та, згідно із віруваннями того часу, за їх безпосередньої участі.